# Decembrie 1990
Acest articol este generat integral pe baza informațiilor din articolul 1990 și este actualizat periodic de un robot.
 Editările făcute în articol vor fi șterse la următoarea actualizare! Dacă doriți să faceți modificări, editați articolul-sursă.

ianuarie -
februarie -
martie -
aprilie -
mai -
iunie -
iulie -
august -
septembrie -
octombrie -
noiembrie -
decembrie
Decembrie 1990 a fost a douăsprezecea lună a anului și a început într-o zi de sâmbătă.

## Evenimente
- 2 decembrie: Helmut Kohl câștigă primele alegeri în Germania reunificată.
- 9 decembrie: Slobodan Milošević devine președinte al Serbiei.
- 9 decembrie: Lech Wałęsa câștigă turul doi al alegerilor prezidențiale din Polonia.
- 25 decembrie: Sosește în țară fostul rege Mihai I împreună cu membrii ai familiei regale. La Otopeni li se acordă o viză provizorie de 24 de ore, după care generalul Valeriu Rozoleanu, șeful Direcției Generale pentru pașapoarte, declară că „regele a intrat ilegal și a forțat trecerea frontierei”. Pe autostrada București-Pitești, suita regală este somată să oprească și este condusă la aeroportul Otopeni.[1]

## Nașteri
Tzancă Uraganu, cântăreț român
Anna Sen, handbalistă rusă
Takuji Yonemoto, fotbalist japonez
Christian Benteke, fotbalist belgian
Dev Patel, actor britanic
David Goffin, jucător de tenis belgian
Luis Carlos Martín, fotbalist spaniol
Joanna „JoJo” Levesque (n. Joanna Noëlle Blagden Levesque), cântăreață americană de muzică pop și R&B
Denis Cerîșev, fotbalist rus
Andy Biersack, cantautor american
Juvhel Tsoumou, fotbalist german
Radu Marian, economist și politician moldovean
Miloš Raonić, jucător de tenis canadian
Marcos Alonso, fotbalist spaniol

## Decese
Simone Cousteau (Simone Melchior Cousteau), 71 ani, exploratoare franceză (n. 1919)
Alfred Sachs, 83 ani, sculptor german (n. 1907)
George Tomaziu, 75 ani, artist român (n. 1915)
Edward Binns, 74 ani, actor american (n. 1916)
Joan Bennett (Joan Geraldine Bennett), 80 ani, actriță americană (n. 1910)
Wacław Ulewicz, 53 ani, actor polonez (n. 1937)
Tadeusz Kantor, 75 ani, artist polonez (n. 1915)
Martin Ritt, 76 ani, regizor de film american (n. 1914)
Károly Kovács, actor maghiar (n. 1902)
Gheorghe Claudiu Suciu, 85 ani, chimist român (n. 1905)
Johannes, Prinț de Thurn și Taxis, 64 ani (n. 1926)
Michael Joseph Oakeshott, 89 ani, filosof britanic (n. 1901)
Ladislau Brosovszky, 39 ani, fotbalist român (n. 1951)